# Африкаанс
Африка́анс або бýрська мова — мова германської групи індоєвропейської сім'ї, поширена переважно у ПАР та Намібії. В обох цих країнах має офіційний статус (разом з іншими мовами). Переважно мовою розмовляють африканери, нащадки голландських колоністів і колоністів інших національностей XVII століття.

## Назва
Спочатку називалася капсько-нідерландською мовою, або бурською мовою (нід. boer — «селянин»). Назва «африкаанс» з'явилася в 1875 році, коли в місті Парл у Капській провінції Південної Африки виникло «Товариство справжніх африканерів», яке ставило за мету боротьбу за становлення африкаанс як самобутньої літературної мови на противагу нідерландській і що виступало проти засилля англійської на тлі зростаючої, починаючи з 1806 року, «англізації» країни.

## Класифікація
Африкаанс належить до західної підгрупи германської групи індоєвропейських мов. Носії мови розуміють нідерландську мову, але носії нідерландської мають докласти певних зусиль, щоб розуміти африкаанс.

## Історія
Африкаанс виникла у XVII столітті в процесі інтеграції та змішування різних нідерландських діалектів з англійською та німецькою мовами; африкаанс також зазнала значного впливу французької мови та мов корінного населення (племен готтентотів, бушменів, банту), а також креольської малайсько-португальської мови моряків, комерсантів та рабів. Специфічні риси африкаанс склалися у Капській провінції (сучасної ПАР) наприкінці XVII століття. Характерною рисою африкаанс є відсутність діалектів. У XVIII–XIX століттях мова функціонувала лише як усно-розмовна. Письмовою мовою африканерів була на той момент літературна нідерландська мова. У 1875 році товариство «Genootskap vir Regte Afrikaners» (Хенуетскап фер Рехте Африканерш, «Товариство справжніх африканерів») зробило першу спробу створення письмової норми для африкаанс. Перші твори на африкаанс почали з'являтися у 1870-х роках. Вивчення мови розпочалося у 1909 році у заснованій Південно-африканській академії наук та мистецтв. У 1925 році мова стала офіційною.

## Поширення

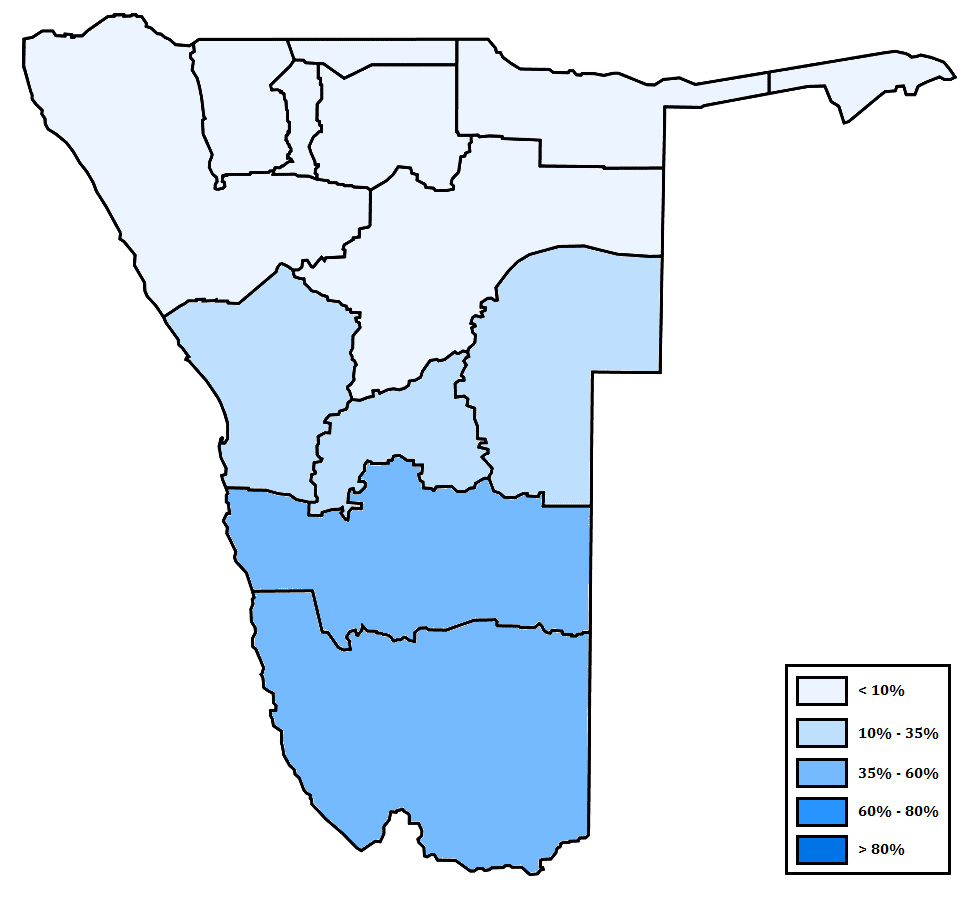
Африкаанс в Намібії

Африкаанс поширена разом з англійською в Південно-Африканській Республіці. В ПАР африкаанс говорять та використовують її в літературі, науці та офіційній сфері приблизно 5,8 млн осіб (1996) білих (африканерів) та метисів (так званих «кольорових») — нащадків колоністів (африканерів) та нащадків змішаних шлюбів переселенців з корінним населенням. У Намібії африкаанс говорять 146 тис. осіб із загальної кількості населення приблизно 2 млн осіб (1995). У Ботсвані мовою африкаанс користуються 20 тис. осіб (1995). Крім того, деяка кількість мовців є в Малаві, Замбії та Зімбабве. Загальна кількість носіїв африкаанс — приблизно 6,3 млн осіб.
Характерною рисою є повна відсутність в мові африканерів ознак територіальних діалектів, перенесених з метрополії. Це свідчить, що під час просування бурів на північ і заселення ними решти території (після колонізації Капської провінції) загальна норма африкаанс здебільшого склалася та закріпилася. Разом з тим на території ПАР склалися три варіанти африкаанс.

## Соціолінгвістичні відомості

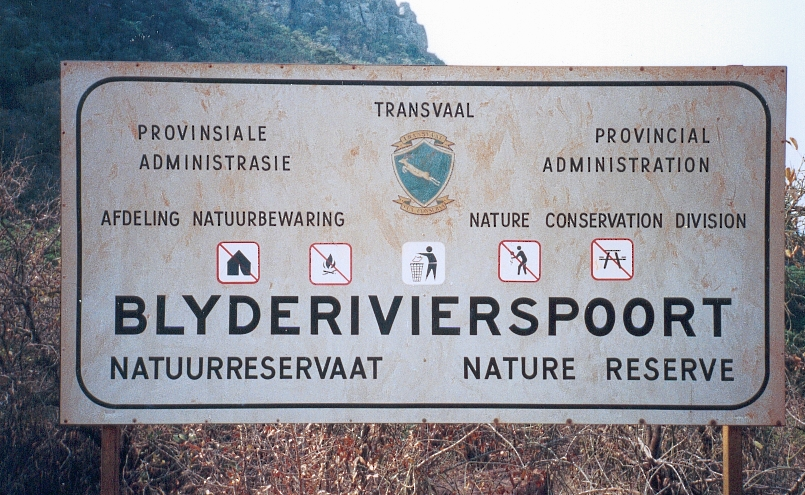
Двомовний знак в Блайд-Рівер

Африкаанс є серед мов, які мають офіційний статус у ПАР та Намібії. Із заснуванням Південно-Африканського Союзу (1910) африкаанс ще не стає офіційною мовою держави. Лише в 1925 році вона закріплюється разом з англійською мовою як державна мова ПАС (з 1961 року — ПАР, Південно-Африканська Республіка). Після ліквідації політики апартеїду та демократизацією громадських відносин в ПАР стає актуальним завоювання африкаанс «престижу» серед туземного населення, яке раніше надавало перевагу англійській.
Африкаанс є наймолодшою зі всіх західногерманських мов, оскільки вся історія його виникнення та розвитку вкладається в межі трьох останніх століть. Основою мови став південноголландський діалект нідерландської мови, його домінуюча роль в освіті зумовлена його панівним становищем у XVII столітті в самих Нідерландах. Африкаанс складена переважно на базі змішаних усно-розмовних форм мови, до яких і належить вищезгаданий діалект. З приводу питання про час утворення мови африкаанс серед дослідників немає єдиної думки. Письмові пам'ятки та художня література мовою африкаанс з'явились лише в другій половині XIX століття.
| Африкаанс  | Нідерландська мова | Англійська мова | Українська мова |
| ---------- | ------------------ | --------------- | --------------- |
| piesang    | banaan             | banana          | банан           |
| pynappel   | ananas             | pineapple       | ананас          |
| lemoen     | sinaasappel        | orange          | апельсин        |
| suurlemoen | citroen            | lemon           | лимон           |

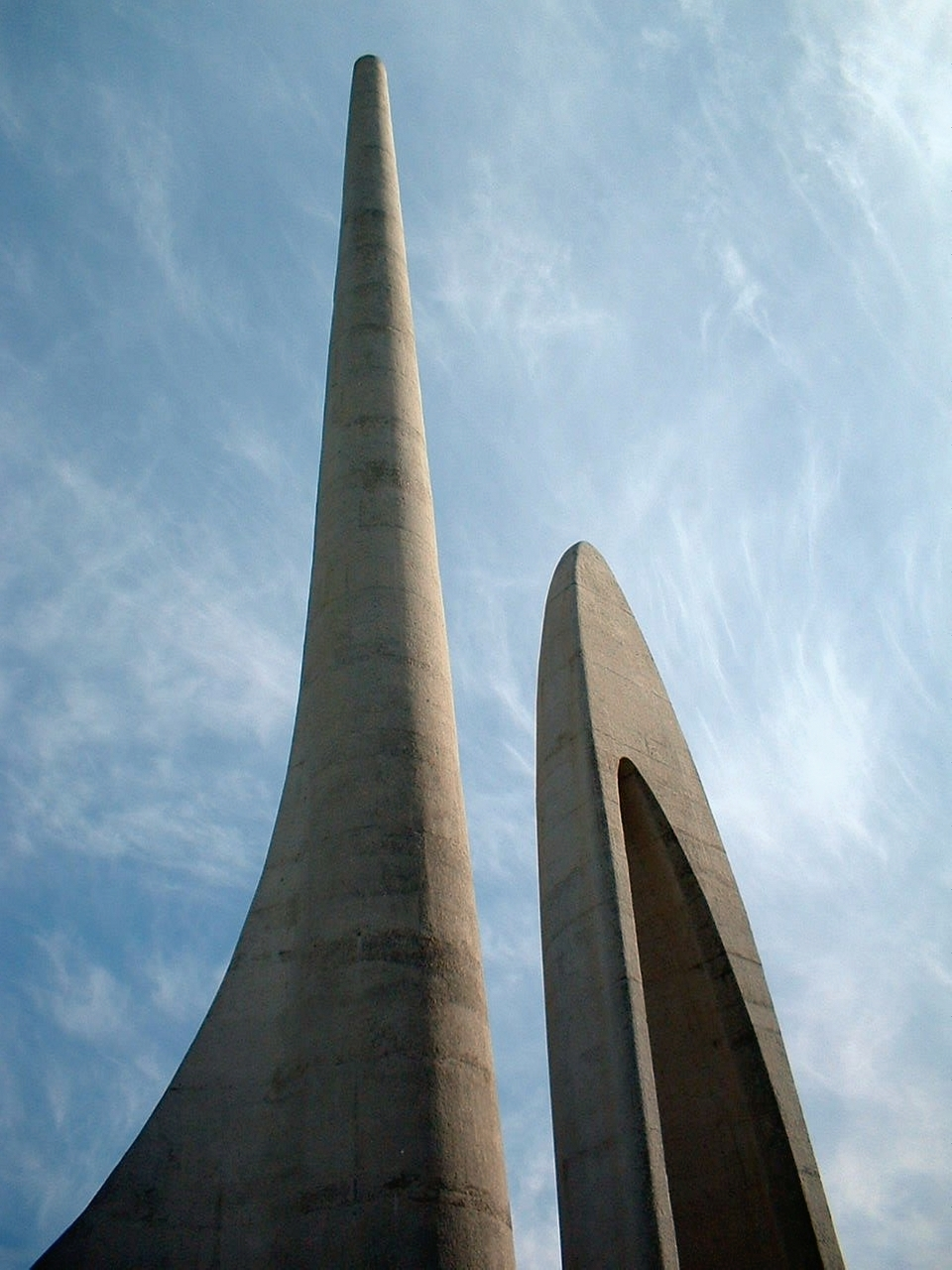
Пам'ятник мові африкаанс

Мова використовується для навчання в початковій та середній школі. Викладання африкаанс в школах було запроваджене у 1914 році. Пізніше нею почало вестись викладання також в університетах ряду міст ПАР.
Через відносну молодість африкаанс у його історії немає притаманної багатьом іншим германським мовам періодизації з виокремленням давнього, середнього і нового періодів. Утворена в середині XVII століття на базі нідерландських діалектів, тобто в новонідерландський період історії нідерландської мови, вона склалась як усно-розмовна мова вже на початку XVIII століття. Цей період є також періодом утворення літературної норми мови африкаанс. Як мова писемності мові африкаанс протистояла літературна нідерландська, що функціонувала в цей період не лише як мова літератури, але також як і мова культури, школи, церкви та адміністрації. Подібне співвідношення зберігалось і на подальшому етапі розвитку африкаанс. Протягом всього XVIII століття та першої половини XIX століття вона функціонувала лише у формі усно-розмовної, а як писемна мова бурів, як і раніше, використовувалася літературна нідерландська мова. У зв'язку з утворенням бурської нації і ростом національної самосвідомості в умовах боротьби проти засилля англійської мови, а також внаслідок поступового віддалення нідерландської мови Південної Африки від мови Нідерландів, нідерландська літературна мова все більше звужує сферу свого використання, а на базі усної форми африкаанс в XIX столітті виникає його письмовий різновид, з'являється художня література, що розвивалась переважно у XX столітті.
Внутрішньоструктурні зміни, характерні для африкаанс, безумовно, були частково обумовлені зовнішньомовними контактами. Разом з тим, формування африкаанс на вузькій територіальній базі, далеко від письмово-літературної традиції в умовах інтенсивної інтеграції нідерландських діалектів та їхньої взаємодії з іншими близькими мовами сприяло каталізації та інтенсифікації процесів і тенденцій розвитку його граматики, зумовлених внутрішніми факторами мовного розвитку.

## Лінгвістична характеристика
Фонетична система африкаанс схожа на фонетичну систему нідерландської мови. Але характерною рисою африкаанс є назалізація голосних у певних позиціях та оглушення дзвінких приголосних на кінці слова.
Наголос в африкаанс вільний, за своїм характером переважно динамічний (експіраторний). Правила наголосу повністю збігаються із закономірностями, притаманними нідерландській мові.
Складоутворюючими фонемами в африкаанс є голосні. При цьому, як і в інших західногерманських мовах, ненапружені голосні виступають в закритих складах, тоді як напружені (включно з дифтонгами) зі структурою складу не корелюють. Через інтенсивні процеси редукції кількість відкритих складів в африкаанс більша, ніж в нідерландській мові. Водночас структура закритих складів більш різноманітна, ніж структура відкритих.
Африкаанс — найаналітичніша мова з усіх індоєвропейських мов. Інтенсивний процес занепаду закінчень призвів до повного зникнення словозміни (іменної та дієвідміни). Для висловлення синтаксичних відносин застосовуються службові слова (прийменники та допоміжні дієслова, що виступають у застиглій формі), а також спосіб прилягання слів, внаслідок якого порядок слів у реченні набуває граматичного значення.

## Писемність
Писемність на основі латинки з верхніми діакритиками. Алфавіт складається з 26 букв і переважно (за своїм складом та назвами букв) збігається з нідерландським. Характерною рисою африкаанс є застосування фонетичного принципу в орфографії. Це пов'язано зі специфічними конкретно-історичними умовами її формування як літературної мови у відриві від нідерландської літературної норми та за власної письмової традиції.

## Приклади
Порівняння з іншими германськими мовами.
| Африкаанс  | Нідерландська мова      | Німецька мова | Англійська мова        | Норвезька мова        | Данська мова | Шведська мова | Ісландська мова       | Українська мова |
| ---------- | ----------------------- | ------------- | ---------------------- | --------------------- | ------------ | ------------- | --------------------- | --------------- |
| ag(t)      | acht                    | acht          | eight                  | åtte                  | otte         | åtta          | átta                  | вісім           |
| asseblief  | alstublieft/alsjeblieft | bitte         | please                 | vær så snill          | behage       | vänligen      | vinsamlegast          | будь ласка      |
| bed        | bed                     | Bett          | bed                    | seng                  | seng         | säng          | rúm                   | ліжко           |
| dankie     | dank je/dank u          | danke         | thank you              | takk                  | tak          | tack          | takk                  | дякую           |
| eggenoot   | echtgenoot              | Ehegatte      | bride                  | ektemake              | bruden       | brud          | brúður                | наречена        |
| goeienaand | goedenavond goeienavond | guten Abend   | good evening           | god aften (god kveld) | god aften    | god kväll     | gott kvöld            | добрий вечір    |
| lughawe    | luchthaven vliegveld    | Flughafen     | airport                | lufthavn, flyplass    | lufthavn     | flygplats     | flugvöllur            | аеропорт        |
| my         | mijn                    | mein          | my                     | min                   | min          | min           | minn                  | мій             |
| maak       | maken                   | machen        | make                   | gjøre                 | gøre         | göra          | gera                  | робити          |
| nege       | negen                   | neun          | nine                   | ni                    | ni           | nio           | níu                   | дев'ять         |
| oes        | oogst                   | Ernte         | harvest                | høst                  | høst         | skörd         | uppskeru              | врожай          |
| oop        | open                    | offen         | open                   | åpen                  | åben         | öppet         | opna                  | відкритий       |
| oormôre    | overmorgen              | übermorgen    | the day after tomorrow | iovermorgen           | i-overmorgen | i-övermorgon  | daginn eftir á morgun | післязавтра     |
| reën       | regen                   | Regen         | rain                   | regn                  | regn         | regn          | rigning               | дощ             |
| saam       | samen                   | zusammen      | together               | sammen                | sammen       | tillsammans   | saman                 | разом           |
| ses        | zes                     | sechs         | six                    | seks                  | seks         | sex           | sex                   | шість           |
| sewe       | zeven                   | sieben        | seven                  | syv, sju              | syv          | sju           | sjö                   | сім             |
| sleg       | slecht                  | schlecht      | bad                    | dårlig, slett         | dårlig       | dålig         | slæmt                 | поганий         |
| vir        | voor                    | für           | for                    | for, før              | for          | för           | fyrir                 | для             |
| voël       | vogel                   | Vogel         | bird, fowl             | fugl                  | fugl         | fågel         | fugl                  | пташка          |
| vry        | vrij                    | frei          | free                   | fri                   | fri          | fri           | frjáls                | вільний         |
| vyf        | vijf                    | fünf          | five                   | fem                   | fem          | fem           | fimm                  | п'ять           |
| welkom     | welkom                  | willkommen    | welcome                | velkommen             | vilkommen    | välkommen     | velkomnir             | ласкаво просимо |
| winter     | winter                  | Winter        | winter                 | vinter                | vinter       | vinter        | vetur                 | зима            |
| ys         | ijs                     | Eis           | ice                    | is                    | is           | is            | ís                    | лід             |